# Gabinet Juncker-Poos
El Gabinet Juncker-Poos va formar el govern de Luxemburg del 26 de gener de 1995 al 7 d'agost de 1999. Va ser dirigit pel primer ministre Jean-Claude Juncker, i el viceprimer ministre Jacques Poos.
Juncker es va convertir en primer ministre després que el seu predecessor, Jacques Santer, va ser nomenat President de la Comissió Europea. Tanmateix, el Gabinet Juncker-Poos era essencialment una continuació del Gabinet Santer-Poos III, estant el mateix partit de coalició entre Santer i Juncker: el Partit Popular Social Cristià (CSV) i Poos el Partit Socialista dels Treballadors (LSAP), ue havien estat una vegada més elegits els partits més majoritaris de la legislatura..
El govern Juncker-Poos va arribar a la seva fi després de les eleccions legislatives luxemburgueses de 1999, en la que el CSV va continuar sent el partit més votat, però el LSAP va passar a tercer lloc darrere el Partit Demmocràtic (PD). D'aquí que el CSV va formar una nova coalició amb el PD.

## Composició

### 26 de gener de 1995 a 4 de febrer de 1998
| Nom   | Nom                     | Partit | Càrrec |
| ----- | ----------------------- | ------ | --- |
|       | Jean-Claude Juncker     | CSV    | Primer Ministre Ministre de Finances Ministre de Treball i Ocupació                                                   |
|       | Jacques Poos            | LSAP   | Viceprimer Ministre Ministre d'Afers Exteriors                                                                        |
|       | Fernand Boden           | CSV    | Ministre d'Agricultura, Viticultura i Desenvolupament Rural Ministre de les Classes Mitges, Turisme i Habitatge       |
|       | Marc Fischbachz         | CSV    | Ministre de Justícia Ministre del Pressupost Ministre de Relacions amb el Parlament                                   |
|       | Johny Lahure            | LSAP   | Ministre de Salut Ministre de Medi Ambient                                                                            |
|       | Robert Goebbels         | LSAP   | Ministre d'Economia Ministre d'Obres Públiques Ministre d'Energia                                                     |
|       | Alex Bodry              | LSAP   | Ministre de Planificació Ministre de la Força Pública Ministre d'Educació Física i Esports Ministre per a la Joventut |
|       | Marie-Josée Jacobs      | CSV    | Ministre de la Família Ministre per a la Dona Ministre per Discapacitats i lesionats                                  |
|       | Mady Delvaux-Stehres    | LSAP   | Ministre de Seguretat Social Ministre de Transports Ministre de Mitjans de Comunicació                                |
|       | Erna Hennicot-Schoepges | CSV    | Ministre d'Educació Nacional i Formació Professional Ministre de Cultura Ministre de Religió                          |
|       | Michel Wolter           | CSV    | Ministre de l'Interior Ministre de Funció Pública i Reforma Administrativa                                            |
|       | Georges Wohlfart        | LSAP   | Secretari d'Estat d'Afers Exteriors Secretari d'Estat d'Obres Públiques                                               |
| Font: |                         |        | |

### 4 de febrer de 1998 a 7 d'agost de 1999
| Nom   | Nom                     | Partit | Càrrec |
| ----- | ----------------------- | ------ | --- |
|       | Jean-Claude Juncker     | CSV    | Primer Ministre Ministre de Finances Ministre de Treball i Ocupació                                       |
|       | Jacques Poos            | LSAP   | Viceprimer Ministre Ministre d'Afers Exteriors                                                            |
|       | Fernand Boden           | CSV    | Ministre d'Agricultura i Viticultura Ministre para la Classe Mitjana i de Turisme Ministre de l'Habitatge |
|       | Robert Goebbels         | LSAP   | Ministre d'Economia Ministre d'Obres Públiques Ministre d'Energia                                         |
|       | Alex Bodry              | LSAP   | Ministre de Planificació Ministre de la Força Pública Ministre de Medi Ambient                            |
|       | Marie-Josée Jacobs      | CSV    | Ministre de la Família Ministre per a la Dona Ministre per Discapacitats i lesionats                      |
|       | Mady Delvaux-Stehres    | LSAP   | Ministre de Seguretat Social Ministre de Transports Ministre de Mitjans de Comunicació                    |
|       | Erna Hennicot-Schoepges | CSV    | Ministre d'Educació Nacional i Formació Professional Ministre de Cultura Ministre de Religió              |
|       | Michel Wolter           | CSV    | Ministre de l'Interior Ministre de Funció Pública i Reforma Administrativa                                |
|       | Georges Wohlfart        | LSAP   | Ministre de Salut Ministre d'Educació Física i Reforma Administrativa                                     |
|       | Luc Frieden             | CSV    | Ministre de Justícia Ministre del Pressupost Miniestre de Relacions amb el Parlament                      |
|       | Lydie Err               | LSAP   | Secretari d'Estat d'Afers Exteriors Secretari d'Estat d'Obres Públiques                                   |
| Font: |                         |        | |